# Alekos Michaelides
Alekos Michaelides (Aleksandros Michailidis) (* 13. August 1933 in Milikouri, Zypern; † 6. Januar 2008 in Paphos, Zypern) war ein zyprischer Hotelbesitzer, -manager und Politiker.

## Leben
Michaelides studierte Wirtschaftswissenschaften in Großbritannien und den Vereinigten Staaten.
Von 1993 bis 1997 war er Außenminister der Republik Zypern, nachdem er von 1974 bis 1981 das Amt des Präsidenten des Repräsentantenhauses (Βουλή των Αντιπροσώπων) innegehabt hatte.
Michaelides starb am 6. Januar 2008 um Alter von 74 Jahren nach langjähriger Krankheit in einem Krankenhaus in Paphos; die Beisetzung erfolgte in Zyperns Hauptstadt Nikosia.